# Atlas Gip
Atlas Gip Ploiești este o companie de carotaj, foraj și extracție în industria petrolieră din România.
Este o societate prestatoare de servicii petroliere specializată mai ales în activități de carotare, perforare, precum și servicii geologice și de foraj direcțional.
Acționarul majoritar al companiei este Weatherford International Eastern Europe SRL, care a cumpărat 86% din acțiunile firmei de la Grupul Tender, în iulie 2008,
într-o tranzacție de 60,7 milioane lei (16,8 milioane euro).
Acțiunile companiei se tranzacționează la categoria de bază a pieței Rasdaq, sub simbolul ATGJ.
Grupul Tender a cumpărat compania în anul 1999, de la statul român, pentru suma de 0,4 milioane dolari.
Weatherford International Eastern Europe face parte din Grupul Weatherford.
Acesta este un grup de companii care oferă, la nivel mondial, o gamă largă de servicii petroliere: foraj, evaluare, echipare sonde, intervenții, abandonare etc.
Cifra de afaceri în 2008: 29,9 milioane euro
Profit net în 2008: 6,5 milioane euro